# Lolo Ferrari
Lolo Ferrari, geboren als Ève Geneviève Aline Vallois (Clermont-Ferrand, 9 februari 1963 – Grasse, 5 maart 2000), was een Franse danseres en (porno)actrice. Ze had een borstomvang van 130 centimeter.

## Levensloop
Ferrari werd geboren in een probleemgezin. Als tiener deed ze wat modellenwerk. Haar natuurlijke borstomvang vond ze niet voldoende, en ze liet daarom vergrotende borstprothesen plaatsen. Dit liet ze 22 keer doen, en iedere keer grotere. Ze kon niet op haar buik slapen, en iedere borst zou drie kilo hebben gewogen (volgens het blad Penthouse).
Ferrari werd opgemerkt op het Filmfestival van Cannes van 1996 bij de voorstelling van de film Camping Cosmos, waarin ze de rol speelt van de wulpse echtgenote van de campinguitbater. De scène waarbij Ferrari naakt uit de zee komt, is geïnspireerd op de scène uit de film La Dolce Vita met de Zweedse actrice Anita Ekberg in de Trevifontein.
Op 5 maart 2000 pleegde Ferrari zelfmoord. Autopsie wees uit dat ze eerst een flinke overdosis medicijnen had binnengekregen en daarna aan verstikking was overleden. Haar man, Éric Vigne, werd door Lolo's moeder beschuldigd van moord, maar in 2007 vrijgesproken wegens gebrek aan bewijs.

## Filmografie
- Big DD (1996)

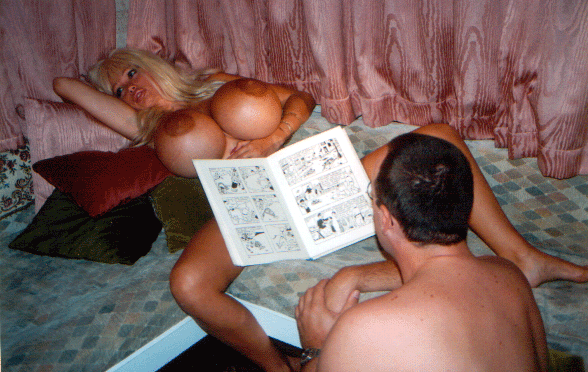
Lolo Ferrari in de film Camping Cosmos van Jan Bucquoy

- Camping Cosmos (1996) van Jan Bucquoy
- Double Airbags (1996)
- Planet Boobs (1996)
- Lolo Ferrari Special - The Biggest Tits In The World (1997)
- Mega Tits 6 (1998)
- Le King de ces Dames (1999)
- Quasimodo d'El Paris (1999) van Patrick Timsit
- Der Generalmanager oder How To Sell A Tit Wonder (2006) van Steffen Jürgens

## Discografie

### Singles
| Single met eventuele hitnotering(en) in de Nederlandse Top 40 | Datum van verschijnen | Datum van binnenkomst | Hoogste positie | Aantal weken | Opmerkingen |
| ------------------------------------------------------------- | --------------------- | --------------------- | --------------- | ------------ | ----------- |
| Airbag Generation                                             | 1996                  | -                     | -               | -            |             |
| Set Me Free                                                   | 2000                  | -                     | -               | -            |             |
| Dance Dance Dance                                             | -                     | -                     | -               | -            |             |
| Don't Leave Me This Way                                       | -                     | -                     | -               | -            |             |

- Bibliothèque nationale de France: cb14029917h (data)
- Gemeinsame Normdatei: 134998111
- International Standard Name Identifier: 0000 0001 1606 2714
- MusicBrainz: a64ef8e5-d8f6-4db4-8cd1-f798d0d38446
- Nationale Bibliotheek van Tsjechië: xx0125413
- Virtual International Authority File: 22341600
- WorldCat: E39PBJktqMCKDXdpGGPPfQvCQq